# Asthenia transversaria
Asthenia transversaria är en fjärilsart som beskrevs av Druce 1887. Asthenia transversaria ingår i släktet Asthenia och familjen påfågelsspinnare. Inga underarter finns listade i Catalogue of Life.